# Joseph Rivière
Joseph Rivière, nacido en 1912 y falleccido en 1961, es un escultor francés de tradición clásica.

## Datos biográficos
Es el autor de los monumentos a los muertos de Charmes  y de Luxeuil-les-Bains. Una exposición le fue consagrada en la galería parisina de Martel-Greiner, (71, bulevar Raspail) en octubre  de 2006.
Expuso regularmente en el Salon Comparaisons.

## Obras
Entre las mejores y más conocidas obras de Joseph Rivière se incluyen las siguientes:
- Relieve de Alsacia  en Mont Valérien (ver imagen adjunta)

- monumentos a los muertos de Charmes

- monumentos a los muertos de Luxeuil-les-Bains

- Mujer agachada - Femme accroupie  bronce

- Las tres gracias -  Les trois grâces , terracota

- atleta desnudo - Nude athlete , bronce